# Diploclisia affinis
Diploclisia affinis är en tvåhjärtbladig växtart som först beskrevs av Daniel Oliver, och fick sitt nu gällande namn av Friedrich Ludwig Diels. Diploclisia affinis ingår i släktet Diploclisia och familjen Menispermaceae. Inga underarter finns listade i Catalogue of Life.